# NHL Awards 1997
Die NHL Awards 1997 sind Eishockey-Ehrungen und wurden am 19. Juni 1997 vergeben.
Dominik Hašek wurde als erster Torhüter in einem Jahr als bester und auch wertvollster Spieler ausgezeichnet. Paul Kariya erhielt zum zweiten Mal in Folge die Auszeichnung als fairster Spieler der NHL und Brian Leetch gewann zum zweiten Mal die Trophäe für den besten Verteidiger. Mario Lemieux beendete als bester Scorer der Saison seine Karriere, die er drei Jahre später aber fortsetzen sollte. Neu in der NHL war in der Saison Bryan Berard gewesen, der als bester Rookie ausgezeichnet wurde.

## Preisträger
Hart Memorial Trophy
Wird verliehen an den wertvollsten Spieler (MVP) der Saison durch die Professional Hockey Writers' Association
- Dominik Hašek (G) – Buffalo Sabres

- Außerdem nominiert
- Paul Kariya (LF) – Mighty Ducks of Anaheim
- Mario Lemieux (C) – Pittsburgh Penguins

Lester B. Pearson Award
Wird verliehen an den herausragenden Spieler der Saison durch die Spielergewerkschaft NHLPA
- Dominik Hašek (G) – Buffalo Sabres

Vezina Trophy
Wird an den herausragenden Torhüter der Saison durch die Generalmanager der Teams verliehen
- Dominik Hašek – Buffalo Sabres

- Außerdem nominiert
- Martin Brodeur – New Jersey Devils
- Patrick Roy – Colorado Avalanche

James Norris Memorial Trophy
Wird durch die Professional Hockey Writers' Association an den Verteidiger verliehen, der in der Saison auf dieser Position die größten Allround-Fähigkeiten zeigte
- Brian Leetch – New York Rangers

- Außerdem nominiert
- Wladimir Konstantinow – Detroit Red Wings
- Sandis Ozoliņš – Colorado Avalanche

Frank J. Selke Trophy
Wird an den Angreifer mit den besten Defensivqualitäten durch die Professional Hockey Writers' Association verliehen
- Michael Peca – Buffalo Sabres

- Außerdem nominiert
- Peter Forsberg – Colorado Avalanche
- Jere Lehtinen – Dallas Stars

Calder Memorial Trophy
Wird durch die Professional Hockey Writers' Association an den Spieler verliehen, der in seinem ersten Jahr als der Fähigste gilt
- Bryan Berard (V) – New York Islanders

- Außerdem nominiert
- Jim Campbell (RF) – St. Louis Blues
- Jarome Iginla (RF) – Calgary Flames

Lady Byng Memorial Trophy
Wird durch die  Professional Hockey Writers' Association an den Spieler verliehen, der durch einen hohen sportlichen Standard und faires Verhalten herausragte
- Paul Kariya (LF) – Mighty Ducks of Anaheim

- Außerdem nominiert:
- Adam Oates (C) – Washington Capitals
- Teemu Selänne (RF) – Mighty Ducks of Anaheim

Jack Adams Award
Wird durch die NHL Broadcasters' Association an den Trainer verliehen, der am meisten zum Erfolg seines Teams beitrug
- Ted Nolan – Buffalo Sabres

- Außerdem nominiert
- Ken Hitchcock – Dallas Stars
- Jacques Martin – Ottawa Senators

King Clancy Memorial Trophy
Wird an den Spieler vergeben, der durch Führungsqualitäten, sowohl auf als auch abseits des Eises und durch soziales Engagement herausragte
- Trevor Linden – Vancouver Canucks

Bill Masterton Memorial Trophy
Wird durch die Professional Hockey Writers' Association an den Spieler verliehen, der Ausdauer, Hingabe und Fairness in und um das Eishockey zeigte
- Tony Granato – San Jose Sharks

Conn Smythe Trophy
Wird an den wertvollsten Spieler (MVP) der Play Offs verliehen
- Mike Vernon (G) – Detroit Red Wings

Art Ross Trophy
Wird an den besten Scorer der Saison verliehen
- Mario Lemieux – Pittsburgh Penguins 122 Punkte (50 Tore, 72 Vorlagen)

William M. Jennings Trophy
Wird an den/die Torhüter mit mindestens 25 Einsätzen verliehen, dessen/deren Team die wenigsten Gegentore in der Saison kassiert hat
- Martin Brodeur 120 Gegentore in 67 Spielen (Gegentordurchschnitt: 1.88)
Mike Dunham – New Jersey Devils 43 Gegentore in 26 Spielen (Gegentordurchschnitt: 2.55)

NHL Plus/Minus Award
Wird an den Spieler verliehen, der während der Saison die beste Plus/Minus-Statistik hat
- John LeClair – Philadelphia Flyers +44